# Sphenomorphus murudensis
Sphenomorphus murudensis là một loài thằn lằn trong họ Scincidae. Loài này được Smith mô tả khoa học đầu tiên năm 1925.